# 牧地マリ語
牧地マリ語（ぼくちマリご、олыкмарий йылме, 英: Meadow Mari language）はマリ語（旧称チェレミス語）の標準方言である。

## 言語名別称
- 東部マリ語 (Eastern Mari)
- Low Mari
- Lugovo Mari
- Mari-Woods

## 方言
- Grassland Mari (mhr-gra)

## 文字
文字は、キリル文字の一部に修正を加えたものを用いる。